# Logan megye (Arkansas)
Logan megye az Amerikai Egyesült Államokban, azon belül Arkansas államban található. Megyeszékhelye Paris. Lakosainak száma 21 131 fő (2020. április 1.). Logan megye Johnson, Scott, Yell, Franklin, Sebastian és Pope megyékkel határos.

## Népesség
A megye népességének változása:
| Lakosok száma | 22 315 | 22 291 | 21 987 | 22 082 | 21 714 | 21 131 |
|               | 2010   | 2011   | 2012   | 2013   | 2015   | 2020   |